# Nathalie Wahl
Nathalie Wahl (* 3. Oktober 1976 in Brüssel) ist eine belgische Mathematikerin.

## Leben
Wahl studierte von 1994 bis 1998 Mathematik an der Université libre de Bruxelles; das Studium schloss sie mit Auszeichnung (Diplȏme d’honneur et Médaille de l’Université Libre de Bruxelles) ab. Anschließend ging sie an die University of Oxford, wo sie 2001 bei Ulrike Tillmann mit der Schrift Ribbon Braids and related operads promoviert wurde. Seit April 2010 ist sie ordentliche Professorin an der Universität Kopenhagen und seit April 2020 Direktorin des Copenhagen Center for Geometry and Topology.
2020 wurde sie zum Mitglied der Königlich Dänischen Akademie der Wissenschaften gewählt.
Ihre Arbeitsgebiete sind die Topologie, einschließlich algebraische Topologie, die Homotopietheorie und die geometrische Topologie.
2022 war sie Invited Speaker auf dem Internationalen Mathematikerkongress.